# Suicídio por policial

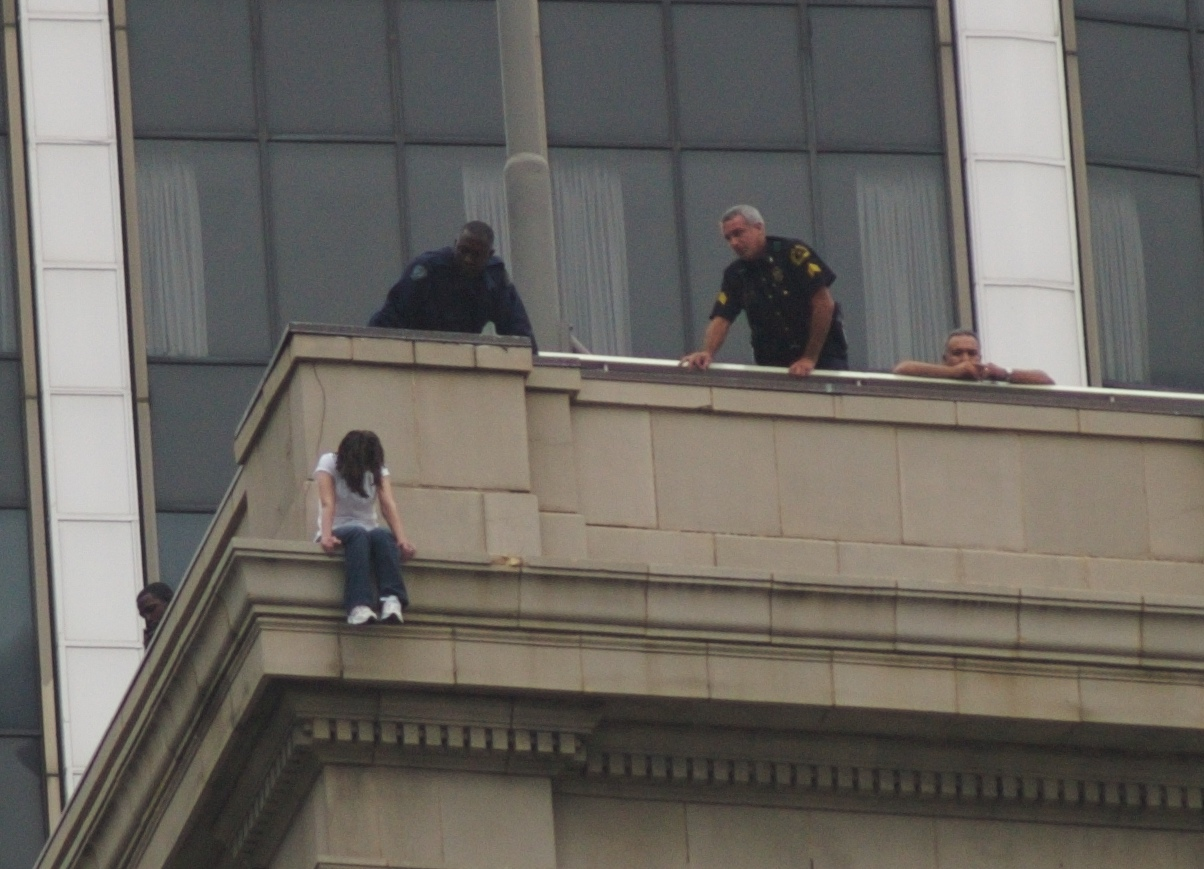
Policial tenta evitar uma jovem suicida

Suicídio por policial ou suicídio policial é um método de suicídio no qual um indivíduo suicida se comporta deliberadamente de maneira ameaçadora, com a intenção de provocar uma resposta letal de um agente de segurança pública ou de um agente da lei.

## Visão geral
Existem duas grandes categorias de "suicídio por policial". A primeira é quando alguém comete um crime, está sendo perseguido pela polícia e decide que prefere cometer suicídio a ser preso. Essas pessoas podem não ser suicidas de outra forma, mas podem simplesmente decidir que não vale a pena viver se estiverem encarceradas e, assim, provocarão a polícia a matá-las. A segunda versão envolve pessoas que já estão pensando em suicídio e decidem que provocar a execução da lei para matá-los é a melhor maneira de agir de acordo com seus desejos. Esses indivíduos podem cometer um crime com a intenção específica de provocar uma resposta policial.
A ideia de cometer suicídio dessa maneira é baseada em procedimentos treinados de policiais, especificamente a política sobre o uso de força letal. Em jurisdições onde os funcionários são prontamente capazes de usar força letal (geralmente por estarem equipados com armas de fogo), geralmente existem circunstâncias em que eles usarão previsivelmente a força letal contra uma ameaça a si próprios ou a terceiros. Essa forma de suicídio funciona explorando essa reação treinada. O cenário mais comum é apontar uma arma de fogo para um policial ou uma pessoa inocente, o que provavelmente levaria um policial a atirar neles. No entanto, existem muitas variantes; por exemplo, atacar com uma faca ou outra arma de mão, tentar atropelar um oficial ou outra pessoa com um carro ou tentar acionar um dispositivo explosivo (real ou presumido).
Esse conceito depende do estado de espírito da pessoa e de seu desejo de acabar com a própria vida, o que pode ser difícil de determinar post mortem. Alguns casos são óbvios, como apontar uma arma descarregada ou que não funciona (como uma arma de brinquedo, arma de ar comprimido, arma de airsoft ou pistola de partida) para policiais ou a presença de uma nota de suicídio. Alguns suspeitos anunciam descaradamente sua intenção de morrer antes de agirem. No entanto, muitos casos podem ser mais difíceis de determinar, pois alguns suspeitos com o desejo de morrer disparam munição real e até matam pessoas antes de serem mortos. Muitos programas de treinamento de aplicação da lei adicionaram seções para tratar especificamente sobre cómo lidar com essas situações se os policiais suspeitarem que o sujeito está tentando incitá-los a usar força letal.

## História
Muitos casos modernos anteriores ao reconhecimento formal do fenômeno foram identificados ou especulados por historiadores como correspondendo ao padrão agora conhecido como suicídio policial. De acordo com os autores Mark Lindsay e David Lester, Houston McCoy, um dos dois oficiais do Departamento de Polícia de Austin que atirou e matou Charles Whitman, o "Texas Tower Sniper", acreditava que Whitman poderia ter atirado nele e no colega Ramiro Martinez, mas "ele estava esperando por eles e queria levar um tiro." A morte em 1976 de Mal Evans, road manager, assistente e um amigo dos Beatles, que apontou uma arma de ar comprimido para a polícia e se recusou a abaixá-la, foi teorizada como um possível exemplo desse fenômeno. Alguns historiadores acreditam que Giuseppe Zangara, o homem que matou o prefeito de Chicago Anton Cermak em uma possível tentativa de assassinar o então presidente eleito Franklin D. Roosevelt, pode ter tentado o suicídio pela polícia.

## Motivos
Os motivos para a escolha de um suicídio por policial podem ser os mais variados, entre as causas mais comuns estão:
- Alguma crença religiosa que leve o suicida a crer que cometer suicido pode levá-lo para algum lugar ruim (como o inferno para os cristãos), porém terceirizar o trabalho com o auxilio de um policial não o faria diretamente um suicida;
- Medo do julgamento de sua família caso o este sobrevivesse ao ato;
- Vergonha de tentar cometer suicídio;
- Conveniência, sentir que ser encarcerado é pior que morrer;
- Vontade de cometer algum tipo de atentado e levar esta ideia até seus últimos momentos.[5]

## Reconhecimento e pesquisa

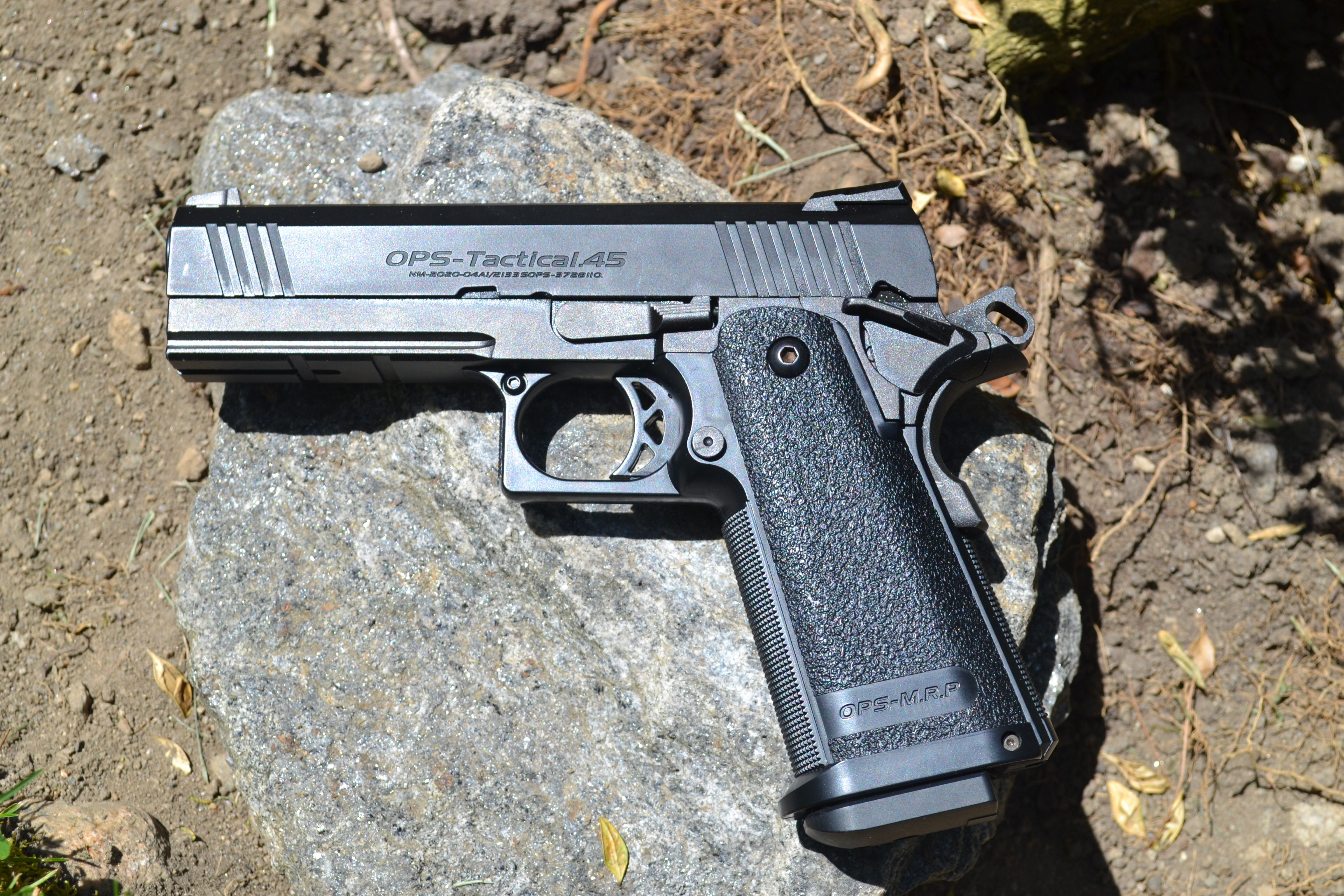
Uma arma de airsoft, muitas vezes indistinguível de uma arma de fogo real

O fenômeno foi descrito em notícias de 1981, e periódicos científicos desde 1985. A frase apareceu em manchetes de notícias desde pelo menos 1987. Não se tornou comum até o início dos anos 2000. A frase parece ter se originado nos Estados Unidos, mas também apareceu no Reino Unido, onde um júri determinou que alguém cometeu suicídio por um policial em 2003.
Algumas das primeiras pesquisas sobre suicídio por policial foram concluídas pelo sargento. Rick Parent do Departamento de Polícia de Delta . A pesquisa de Parent de 843 tiroteios policiais determinou que cerca de 50% foram vítimas de homicídio precipitado. A polícia definiu o homicídio precipitado de vítima como "um incidente no qual um indivíduo se autodestrói, envolve-se em um comportamento criminoso e de risco de vida para forçar os policiais a matá-lo".
O primeiro caso formalmente rotulado de "Suicide by Cop" na história jurídica inglesa foi um julgamento feito pelo reverendo Dr. William Dolman enquanto servia como legista de Londres entre 1993 e 2007. Estabeleceu um precedente legal e o julgamento, como causa de morte, passou a fazer parte da lei inglesa desde então.

### Dados
Um estudo de 2009 nos Estados Unidos dos perfis de 268 pessoas que cometeram suicídio por policial descobriu que:
Sexo dos suicidas
Raça dos suicidas
Empregabilidade dos suicidas
Saúde mental
Das armas utilizadas
Das armas de fogo reais

## Exemplos
- O massacre de Aramoana, um tiroteio que ocorreu em 13 de novembro de 1990 na Nova Zelândia . A polícia matou o suspeito quando ele saiu de uma casa atirando na cintura e gritando "Mate-me!"[11]
- Em dezembro de 2008, Tyler Cassidy, de 15 anos, foi baleado e morto por três policiais de Victoria depois de ameaçá-los com duas facas grandes e ordenar que atirassem nele.[12]
- Myron May, um homem de 31 anos que acreditava ter sido vítima de assédio secreto do governo na linha dos programas clandestinos do governo dos EUA da Guerra Fria MKUltra e COINTELPRO, cometeu suicídio por policial em 20 de novembro de 2014 após registrar suas intenções em uma fita.[13]
- Em 4 de janeiro de 2015, um homem de São Francisco de 32 anos, Matthew Hoffman, encenou um confronto com a polícia no estacionamento de uma estação SFPD. Quando ele empunhou a arma, dois policiais atiraram nele três vezes. Ele deixou uma mensagem para os policiais em seu celular: “Vocês não fizeram nada de errado”, dizia a nota de Hoffman: “Vocês acabaram com a vida de um homem que era covarde demais para fazer isso sozinho ... Eu o provoquei. Ameacei sua vida, assim como as vidas daqueles ao meu redor. ” [14]
- Em junho de 2015, Trepierre Hummons, de 21 anos, um conhecido gângster com histórico de violações de armas, postou sua intenção de cometer suicídio por policial no Facebook no mesmo dia em que um crime sexual foi relatado contra ele. Ele ligou para o 911 e relatou que viu um homem agindo de forma irregular com uma arma. Ele então atirou no policial respondente várias vezes, ferindo-o mortalmente. O próximo oficial a chegar ao local atirou em Hummons. Tanto Hummons quanto o policial ferido morreram mais tarde no hospital.[15]
- Anton Lundin Pettersson, o autor do ataque à escola Trollhättan de outubro de 2015 na Suécia, escreveu uma mensagem a um amigo online uma hora antes do ataque, onde diz que esperava estar morto em uma ou duas horas, que se odiava e que "Espero que esses malditos policiais apontem direto, porque eu realmente não quero sobreviver à comoção". Pettersson tinha um histórico de doença mental, e um livro sobre o ataque com entrevistas de muitas pessoas ao seu redor afirma que "durante o período anterior ao ataque, ele oscilou entre várias opções; procurar ajuda profissional, matar-se 'normalmente' ou atacar as pessoas ao seu redor para ser morto ".[16]
- Em 28 de maio de 2017, um homem no Mississippi suspeito do assassinato de sete membros de sua família e um policial disse a um jornalista que, ao atirar contra a polícia, "minha intenção era suicídio policial. Eu não estou apto para viver. Não depois do que fiz. "[17]
- Em 15 de abril de 2021, Brandon Scott Hole, de 19 anos, foi morto pela polícia após abrir fogo contra uma instalação da FedEx em Indianápolis, Indiana, matando nove pessoas. Sua mãe disse que ele tinha intenção de morrer por suicídio de policial.